# Sybilla coemeterii
Sybilla coemeterii là một loài bọ cánh cứng trong họ Cerambycidae.